# Princess Agents
Princess Agents (特工皇妃楚乔传; Tègōng huáng fēi chǔ qiáo chuán) är en kinesisk TV-serie som sändes på Hunan TV från 5 juni till 1 augusti 2017. Zhao Liying, Lin Gengxin, Shawn Dou och Li Qin spelar i huvudrollerna.

## Rollista (i urval)
- Zhao Liying som Chu Qiao / Jin Xiaoliu / Xing'er
- Lin Gengxin som Yuwen Yue
- Shawn Dou som Yan Xun
- Li Qin som Yuan Chun